# Cunonia
Genre
Classification APG III (2009)
Cunonia est un genre de d'arbres et d'arbustes de la famille des Cunoniaceae. Il a une distribution disjointe (en), avec 24 espèces endémiques de Nouvelle-Calédonie et une d'Afrique du Sud (Cunonia capensis).

## Liste d'espèces
Selon The Plant List (26 octobre 2022) :
- Cunonia alticola Guillaumin
- Cunonia aoupiniensis Hoogland
- Cunonia atrorubens Schltr.
- Cunonia austrocaledonica Brongn. ex Guillaumin
- Cunonia balansae Brongn. & Gris
- Cunonia bernieri Guillaumin
- Cunonia bullata Brongn. & Gris
- Cunonia capensis L.
- Cunonia cerifera Hoogland
- Cunonia deplanchei Brongn. & Gris
- Cunonia dickisonii Pillon & H.C.Hopkins
- Cunonia koghicola H.C.Hopkins, J.Bradford & Pillon
- Cunonia lenormandii Vieill. ex Brongn. & Gris
- Cunonia linearisepala (Guillaumin) Bernardi
- Cunonia macrophylla Brongn. & Gris
- Cunonia montana (Brongn. & Gris) Schltr.
- Cunonia nervosa Hoogland
- Cunonia pseudoverticillata Guillaumin
- Cunonia pterophylla (Brongn. & Gris) Schltr.
- Cunonia pulchella Brongn. & Gris
- Cunonia purpurea Brongn. & Gris
- Cunonia rotundifolia Däniker
- Cunonia rupicola Hoogland
- Cunonia schinziana Däniker
- Cunonia varijuga Hoogland
- Cunonia vieillardii Brongn. & Gris